# Mitch Nichols
Mitchell Ian Nichols (Southport, 1º maggio 1989) è un ex calciatore australiano, di ruolo centrocampista.

## Carriera

### Nazionale
Nel 2009 ha partecipato al campionato mondiale di calcio Under-20 2009 svoltosi in Egitto.

## Palmarès

### Competizioni nazionali
- Campionato australiano: 2

Brisbane Roar: 2010-2011, 2011-2012